# Agonostomus monticola
La lisa de río (Agonostomus monticola), en algunos sitios llamada también dajao, tepemechín, trucha o trucha de tierra caliente, es una especie de pez actinopeterigio marino y de agua dulce, de la familia de los mugílidos. Son pescados en pesquería de subsistencia por las poblaciones locales en algunas partes de América Central.

## Biología
Cuerpo con una longitud máxima descrita de 36 cm con 5 espinas en la aleta dorsal y tres en la aleta anal. Tienden a ser pocos y solitarios en arroyos superiores, pero forman cardumen en arroyos más grandes en las elevaciones más bajas. Ovíparos, generalmente desovan durante la estación lluviosa y los huevos son pelágicos y no adhesivos.

## Distribución y hábitat
Es la única especie de su familia que vive en agua dulce. Se distribuye por ríos y la costa atlántica de América, desde Carolina del Norte hasta el norte de América del Sur incluyendo el mar Caribe y el Golfo de México, así como por ríos y costa del océano Pacífico desde California hasta Ecuador. Son peces midragores de tipo generalmente catádromo, que habitan en agua dulce de los ríos y bajan hasta el mar en la época de apareamiento.